# Bataille d'Itaparica
Guerre d'indépendance du Brésil
La Bataille d'Itaparica se déroule dans l'ancienne province de Bahia du 7 au 9 janvier 1823, entre l'armée brésiliennes avec sa flotte et l'armée portugaise avec sa marine  pendant la Guerre d’indépendance brésilienne .
Bien que l'indépendance du Brésil ait été déclarée par le prince régent Pierre le 7 septembre 1822, la lutte armée se poursuit à Bahia, avec l'affrontement de la résistance portugaise. Les combats durent jusqu'au 2 juillet 1823, date à laquelle la victoire bahianaise est finalement proclamée. En janvier 1823, l'île d'Itaparica est le théâtre d'une bataille victorieuse pour les brésiliens.
Commandés par Antônio de Sousa Lima, les soldats du bataillon d'Itaparica défendent l'île contre l'attaque portugaise, en utilisant un système défensif qui commence au fort de São Lourenço et se poursuit avec des tranchées montées dans des endroits stratégiques, occupés par des militaires et de petits canons, comme Largo da Quitanda, Fonte da Bica et Praia da Convento, ainsi que les plages d'Amoreiras, Mocambo, Manguinhos et Porto dos Santos, entre autres.
Du côté portugais, João Félix Pereira de Campos est le commandant de la flotte portugaise à Bahia, plusieurs dizaines de navires de différentes tailles sont impliqués dans cette attaque, qui aboutie à une défaite pour les soldats et marins portugais. Selon les lettres de Pereira de Campos, cela est attribué à l'existence d'une garnison composée d'un nombre inattendu de personnes et à la « manière de se défendre » contre les forces de l'île d'Itaparica.